# Legendary (singolo Bon Jovi)
Legendary è una canzone della rock band americana Bon Jovi dal loro sedicesimo album in studio.
È stato rilasciato come primo singolo dell'album Forever  il 12 marzo, 2024. La canzone è stata scritta da Jon Bon Jovi, John Shanks, e Billy Falcon.
Il brano è stato suonato in prima assoluta durante la serata di gala al Los Angeles Convention Center il 4 febbraio 2024, in occasione del premio MusiCares Person of the Year per Jon Bon Jovi.

## Video
Il video musicale è stato pubblicato nel canale Vevo ufficiale della band, è stato diretto da Dano Cerny.Il video nelle prime 24 ore ha raggiunto 412.995 visualizzazioni.

## Formazione
- Jon Bon Jovi - voce
- Phil X - chitarra solista, seconda voce
- David Bryan - tastiera, seconda voce
- Tico Torres - batteria
- Hugh McDonald - basso, seconda voce
- John Shanks - chitarra ritmica, cori
- Everett Bradley – percussioni, cori

## Classifiche
| Classifica (2024)                | Posizione massima |
| -------------------------------- | ----------------- |
| Canada Digital Songs             | 21                |
| Giappone                         | 70                |
| Regno Unito                      | 27                |
| Regno Unito (downloads)          | 23                |
| Stati Uniti (adult contemporary) | 9                 |
| Stati Uniti (rock digital songs) | 8                 |